# Tölgymakkormányos
A tölgymakkormányos (Curculio glandium) a rovarok (Insecta) osztályának a bogarak (Coleoptera) rendjéhez, ezen belül a mindenevő bogarak (Polyphaga) alrendjéhez és az ormányosbogarak (Curculionidae) családjához tartozó faj.

## Előfordulása
Elterjedése Európa, Kisázsia, Szibéria és Észak-Afrika. Tölgyesekben országszerte nagyon gyakori faj.

## Megjelenése
Az ormány nélkül a tölgymakkormányos hossza 4-8 milliméter. Színe barna. A nőstény ormánya hosszabb mint a hímé.

## Életmódja
Tölgyerdőkben, parkokban található. A tölgy makktermésének fő károsítója.

## Szaporodása
A nőstények makkokba rakják le petéit. A lárvák a makk belsejében fejlődnek, majd kirágják magukat és végül a talajban bábozódnak be. Az imágók a következő évben kelnek ki.

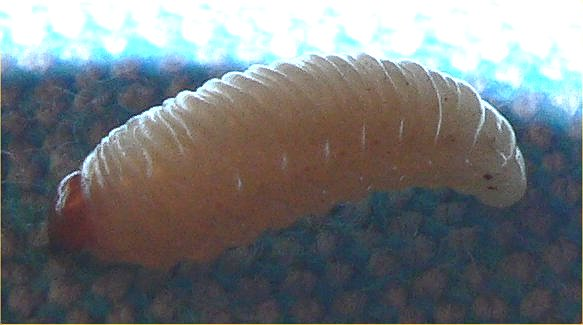
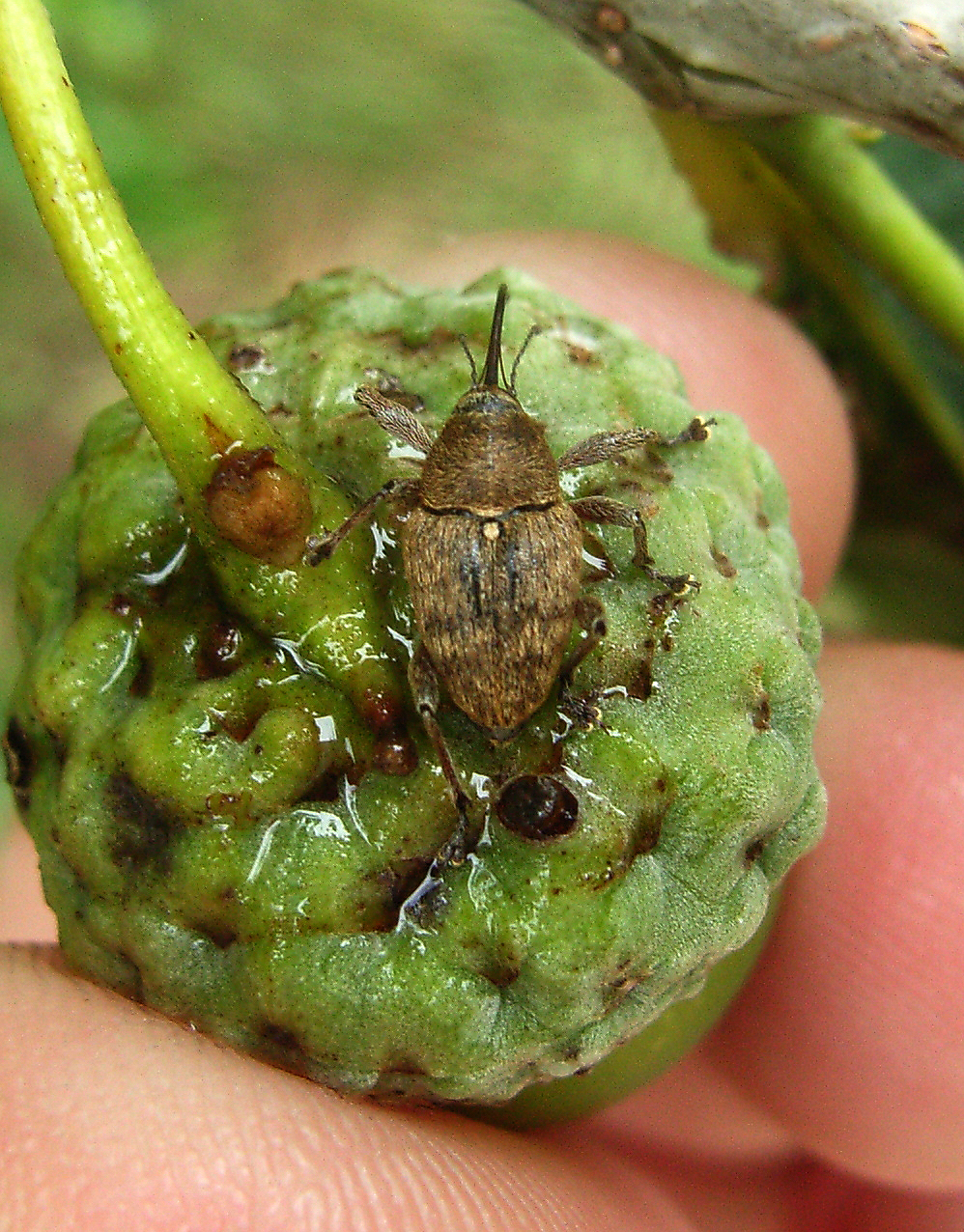

## Külső hivatkozások
- Tölgymakkormányos (Curculio glandium), hozzáférés 2010. január 15.
- Tölgymakkormányos, Élet és Tudomány, hozzáférés 2010. január 15. [halott link]